# Thizy (Rhône)
Thizy is een voormalige gemeente in het Franse departement Rhône in de regio Auvergne-Rhône-Alpes en telt 2483 inwoners (1999).

## Geschiedenis
Op 1 januari 2013 fuseerde de Thizy met de gemeenten Bourg-de-Thizy, La Chapelle-de-Mardore, Mardore en Marnand tot de huidige gemeente Thizy-les-Bourgs.

## Geografie
De oppervlakte van Thizy bedraagt 1,9 km², de bevolkingsdichtheid is 1306,8 inwoners per km².
De onderstaande kaart toont de ligging van Thizy (Rhône) met de belangrijkste infrastructuur en aangrenzende gemeenten.

## Demografie
Onderstaande figuur toont het verloop van het inwonertal (bron: INSEE-tellingen).

## Geboren
- Jean-Marie Roland de la Platière (1734-1793), econoom en politicus

Bourg-de-Thizy · La Chapelle-de-Mardore · Mardore · Marnand · Thizy